# Митраизам
Митраизам је назив за религију, односно култ индоиранског божанства Митре који је уживао велику популарност на територији Римског царства од 1. до 3. века.

## Историја
Верује се да је на подручје Царства дошло из источних провинција, односно да су га донели легионари. Први пут се спомиње крајем 1. века, а врхунац је добио крајем 2. и почетком 3. века када поклоници Митре, коме је дата тиула "непобедиво Сунце" постају и поједини цареви, међу којима ће бити и млади Константин. Митраизам је, међутим, релативно брзо ишчезао након што је у Царству службена религија постало хршћанство, тако да последњи трагови датирају из 5. века.

## Археолошки налази
Сами следбеници митраизма нису оставили писаних трагова, те се једини колико-толико поуздани подаци могу добити на темељу сведочанстава њихових паганских или хришћанских супарника, односно захваљујући археолошким артефактима.
На основу тих података се закључило да је култ синкретички комбинова одређене елементе дотадашње грчко-римске религије, пре свега преко мистеријских обреда, али и хришћанства - кроз промовирање "крепосног" живота за којег следи награда на другом свету.
С друге стране, култ је био ограничен на мушкарце, и ограничен углавном на легионаре и војску, па се верује да је то један од разлога зашто се никада није проширио попут хришћанства.

## Митраизам у Босни и Херцеговини
Култ је био раширен по свим провинцијама Римског царства, укључујући и провинцију Далмацију у чијим је границама био и највећи део данашње Босне и Херцеговине.
У Коњицу се налази археолошко налазиште Коњички Митреј (светилиште бога Митре). Пронађени су темељи правоугаоног светилишта, 9x6 метара. Светилиште је окренуто од запада према истоку, и састоји се од једне просторије која се звала села или крипта
Митреји су нађени и у Голубићу и Притоци код Бихаћа, Јајцу, Милама код Јајца и Потоцима код Мостара. 